# Bielowice (Nowy Sącz)
Bielowice – część miasta w Nowym Sączu, w południowej części miasta. Rozpościera sie w rejonie ulicy Zyndrama; dawniej odrębna miejscowość.
Bielowice nie występują w systemie TERYT, są jednak częścią miasta według PRNG (ID 5663).

## Historia
Dawniej Bielowice stanowiły część gminy jednostkowej Dąbrówka w Bezirk Neu-Sandec, następnie w powiecie nowosądeckim. Określane były jako przysiółek wsi Dąbrówka.
Następnie dokonano podziału gminy Dąbrówka na gminę Dąbrówka Niemiecka (z Bielowicami) i gminę Dąbrówka Polska. 31 grudnia 1909 wyłączone z gminy Dąbrówka Niemiecka (którą w 1923 r. włączono do Nowego Sącza) i włączone do gminy Dąbrówka Polska
W latach 1975–1998 miejscowość administracyjnie należała do województwa nowosądeckiego.
1 lutego 1977 włączone wraz z Dąbrówką do Nowego Sącza.